# Irena Iłłakowicz
Irena Morzycka-Iłłakowiczowa alias "Barbara" (Berlino, 26 luglio 1906 – Varsavia, 4 ottobre 1943) è stata una militare, agente segreto e patriota polacca.
Fu anche una poliglotta: parlava polacco, francese, inglese, persiano, finlandese, tedesco e russo. Fu la figlia di Bolesław Morzycki e Władysława Zakrzewska; sorella di Jerzy.
Nacque a Berlino. Si spostò in Finlandia con la famiglia quando ebbe inizio la Rivoluzione d'ottobre nel 1917. Dopo il suo ritorno in Polonia, studiò alla scuola delle monache della Congregazione del Santissimo Cuore di Gesù a Zbylitowska Góra, poi studiò nell'Università di Grenoble in Francia.
A Parigi sposò Azis Zangenah – figlio del duca di Kurdistan. Abitarono insieme nel suo palazzo in Persia. Irena piacque nei frequenti appuntamenti con la famiglia e gli amici del marito; per questo, il soggiorno in Kurdistan diventò sempre più pesante per lei. Due anni dopo, con l'accordo di suo marito, in segreto partì per Teheran. Là i diplomatici polacchi le permisero il ritorno in Polonia. Dopo un soggiorno nel paese, partì per Parigi e fece conoscenza con Jerzy Olgierd Iłłakowicz. Si sposarono il 23 ottobre 1934 a Varsavia. Il 25 giugno 1936 nacque la sua unica figlia, di nome Ligia.
Nell'ottobre 1939 Irena Iłłakowiczowa diede inizio alla sua attività nella resistenza polacca al nazismo, cooperando soprattutto con l'organizzazione militare (Organizacja Wojskowa Związek Jaszczurczy). Durante l'occupazione tedesca accettò il nome fittizio di Barbara Zawisza. Irena e il suo marito Jerzy si nascondevano sotto altri falsi nomi. Irena cominciò il suo servizio come un'agente di servizio segreto nella sottocentrale "Zachód" ("Ovest"). I suoi obblighi in questa centrale furono: la valutazione delle forze del nemico, la valutazione della sua potenza economica e le comunicazioni. Il reparto II di OWJZ, in accordo con il Reparto di Związek Walki Zbrojnej (Unione per la Lotta Armata) – Armia Krajowa, controllavano congiuntamente la sottocentrale "Zachód". Irena parlava bene tedesco quindi andò qualche volte in trasferta a Berlino, dove si trovava il punto di contatto della sottocentrale "Zachód".
Nel 1941/1942 i funzionari tedeschi distrussero l'agenzia "Zachód" e arrestarono i cospiratori che lavoravano per la resistenza. Il 7 ottobre 1942 la Gestapo arrestò Irena e la trasferì a "Pawiak" come prigioniera politica. Cominciarono i pesanti interrogatori, ma lei non tradì i suoi complici. I cospiratori polacchi cercarono il modo di liberare Irena dalla prigione. Il 16 gennaio 1943 un guardiano corrotto la inserì in un gruppo di prigionieri che i Nazisti trasportavano dal campo di concentramento di Majdanek. Nel marzo 1943, quando Irena fu nel campo, un gruppo di soldati di Narodowe Siły Zbrojne della Pomerania riuscirono a liberarla. Questi soldati si vestirono con l'uniforme della Gestapo, andarono al campo e presentarono un falso documento con l'ordine di trasmettere Irena per interrogarla a Varsavia. Questo avvenimento fu documentato nel suo rapporto.
Irena abitò a Lublino, poi a Klarysew-Janówek. Tornò a Varsavia, dove risiedette nell'alloggio del dottor Miłodroska accanto a via Filtrowa. Cominciò il servizio per NSZ contro il regime sovietico. Il 4 ottobre 1943 qualcuno la chiamò al telefono per una faccenda importante. Lei sospettò la provocazione ma considerò questa chiamata troppo importante, quindi si recò al posto concordato; all'appuntamento Irena fu uccisa da anonimi assassini. I polacchi sospettarono l'NKVD e il PPR.
Irena è sepolta nel Cimitero Powązki a Varsavia sotto il cognome Barbara Zawisza. La Gestapo spesso mandava i suoi funzionari (o collaborazionisti) per celebrazioni familiari e per questo il marito di Irena e sua madre, per sicurezza, parteciparono al funerale vestiti come lavoratori del cimitero. Nel 1948 la madre di Irena aggiunse una lapide con il vero cognome della morta.